# Ernst Fuchs
Ernst Fuchs (Viena, 13 de febrer de 1930 - Viena, 9 de novembre de 2015) va ser un pintor i escultor austríac.
Juntament amb Arik Brauer, Rudolf Hausner, Wolfgang Hutter, Anton Lehmden i Fritz Janschka, tots ells alumnes d'Albert Paris Gütersloh en l'Acadèmia de Belles Arts de Viena, va ser un dels fundadors de la Wiener Schule des Phantastischen Realismus (Escola Vienesa de Realisme Fantàstic) fundada a Viena el 1946.
Fuchs va morir a Viena el 9 de novembre de 2015, a l'edat de 85 anys.

## Estudis
Fuchs va estudiar escultura amb Emmy Steinbock (1943), va anar a l'escola de Pintura de Santa Anna, on va estudiar amb el professor Fröhlich (1944) i va ingressar a l'Acadèmia de Belles Arts de Viena (1945) on va començar els seus estudis sota el professor Robin C. Anderson, i després es va traslladar a la classe d'Albert Paris von Gütersloh.

## Carrera professional
A l'Acadèmia va conèixer a Arik Brauer, Rudolf Hausner, Fritz Janschka, Wolfgang Hutter i Anton Lehmden, juntament amb qui més tard van fundar el que s'ha conegut com l'Escola de Realisme Fantàstic de Viena (1946). També va ser membre fundador de l'Art-Club (1946), així com del Hundsgruppe, establert en oposició al 1951, juntament amb Friedensreich Hundertwasser i Arnulf Rainer.
L'obra de Fuch d'aquest període va estar influenciada per l'art de Gustav Klimt i Egon Schiele, i després per Max Pechstein, Heinrich Campendonck, Edvard Munch, Henry Moore i Pablo Picasso. Durant aquest temps, buscant assolir els vius efectes d'il·luminació aconseguits pels Vells Mestres com Albrecht Altdorfer, Albrecht Dürer, Matthias Grünewald i Martin Schongauer, va reviure i adoptar el mischtechnik (tècnica mixta) de la pintura. En el mischtechnik, el tremp d'ou s'utilitza per augmentar el volum, i després es vidriada amb pintures a l'oli barrejades amb resina, produint un efecte semblant a una joia.
Entre 1950 i 1961, Fuchs va viure majoritàriament a París, i va realitzar diversos viatges als Estats Units i Israel. El seu material de lectura favorit en aquell moment era els sermons de Meister Eckhart. També va estudiar el simbolisme dels alquimistes i va llegir Psicologia i alquímia de Jung. Els seus exemples preferits en aquell moment eren els manieristes, especialment Jacques Callot, i també va ser molt influït per Jan van Eyck i Jean Fouquet.
El 1956, es va convertir al catolicisme romà (la seva mare el va batejar durant la guerra per salvar-lo de ser enviat a un camp de concentració). El 1957 va ingressar a l'Abadia de la Dormició, al Mont Sió, on va començar a treballar en el seu monumental Últim Sopar i es va dedicar a produir petites pintures sobre temes religiosos com Moisès i l'Arbust Ardent, que va culminar amb una comissió per pintar tres quadres d'altar sobre pergamí, el cicle dels Misteris del Sant Rosari (1958-1961), per a la Rosenkranzkirche a Hetzendorf, Viena. També va tractar temes contemporanis en la seva obra mestra d'aquest període, Salm 69 (1949-1960). (Fuchs, 1978, pàg. 53).
El 1958 funda la Galerie Fuchs-Fischoff a Viena per promocionar i donar suport als pintors més joves de l'escola del Realisme Fantàstic. Juntament amb Friedensreich Hundertwasser i Arnulf Rainer, va fundar el Pintorarium.
Fuchs va tornar a Viena el 1961 i va tenir una visió que va anomenar verschollener Stil (estil perdut), la teoria que va exposar en el seu inspirat i grandiós llibre Architectura Caelestis: Die Bilder des verschollenen Stils (Salzburg, 1966). També va produir diversos cicles importants d'estampats, com Unicorn (1950-1952), Samson (1960-1964), Esther (1964-1967) i Sphinx (1966-1967; tots il·lustrats a Weis).
A partir de 1970, es va embarcar en nombrosos projectes escultòrics com La Reina Esther (de 2,63 m, 1972), situada a l'entrada del museu, i també muntada a la tapa del radiador del Cadillac a l'entrada del Museu Dalí a Figueres, Catalunya.
El 1972, va adquirir l'abandonada Vila Otto Wagner, a Hütteldorf, que va restaurar i transformar. La vila va ser inaugurada com a Museu Ernst Fuchs el 1988.
A partir de 1974, es va dedicar a dissenyar escenografies i disfresses per a les òperes de Mozart i Richard Wagner, incloent La flauta màgica, Parsifal i Lohengrin. Va experimentar amb el disseny industrial a la dècada del 1970, amb una tirada de 500 peces de servei de taula Suomi de Timo Sarpaneva que Fuchs va decorar la porcellana alemanya Rosenthal per a Studio Linen.
El 1993, Fuchs va realitzar una exposició retrospectiva al Museu Estatal de Rússia a Sant Petersburg, sent un dels primers artistes occidentals honrats.

## Premis
- 1972: Premi Ciutat de Viena d'Arts Visuals.
- 2004: Creu d'Honor austríaca per a la Ciència i l'Art, 1a classe.
- 2010: Gran Condecoració de Caríntia.
- 2010: Medalla d'Or d'Honor pels Serveis a la ciutat de Viena.

## Publicacions
- Architectura caelestis: die Bilder des verschollenen Stils (Salzburg: Residenz, 1966/Pb ed., Dtv, 1973).
- Album der Familie Fuchs (Salzburg: Residenz, 1973).
- Im Zeichen der Sphinx: Schriften und Bilder, ed. Walter Schurian (Múnic, Dtv, 1978).
- Aura: Ein Märchen der Sehnsucht (Múnic: Dtv, 1981).
- Der Prophet des Schönen: Arno Breker (Marco, 1982).
- Von Jahwe: Gedichte (Múnic, 1982).

## Altres publicacions
- 1977 - Fuchs über Ernst Fuchs: Bilder und Zeichnungen von 1945-1976, (R.P. Hartmann Paris) ISBN 978-3-492-02283-5 (alemany).
- 2003 - Ernst Fuchs - Zeichnungen und Graphik aus der frühen Schaffensperiode - 1942 bis 1959. (Friedrich Haider) (Wien: Löcker-Verlag) ISBN 3-85409-387-X (alemany).
- 2005 - Fantastic Art (Taschen)(Schurian, Prof. Dr. Walter) ISBN 978-3-8228-2954-7 (anglès).
- 2006 - True Visions (Erik Davis i Pablo Echaurren) (Betty Books) ISBN 88-902372-0-1.
- 2007 - Metamorphosis (beinArt) ISBN 978-0-9803231-0-8.
- 2008 - Phantastischer Realismus (Belvedere, Wien) ISBN 978-3-901508-44-8 (alemany).